# Гуманістична психологія
Гуманісти́чна психоло́гія — один з напрямків сучасної психології, орієнтований на вивчення смислових структур людини. У гуманістичній психології як основні предмети виступають вищі цінності, самоактуалізація особистості, творчість, любов, свобода, відповідальність, автономія, психічне здоров'я, міжособистісні стосунки. Гуманістична психологія як самостійний напрям відокремилася на початку 1960-х років як протест проти домінування біхевіоризму і психоаналізу в США, одержала назву третьої сили. До цього напряму можуть бути віднесені А. Маслоу, К. Роджерс, В. Франкл, Ш. Бюлер, Ролло Мей, С. Джурард та інші. Гуманістична психологія опирається на екзистенціалізм.
У 1963 році перший президент Асоціації гуманістичної психології, Джеймс Бьюдженталь, висунув п'ять основних положень даного напряму психології:

1. Людина як цілісна істота перевершує суму своїх складових (інакше кажучи, людина не може бути пояснена в результаті наукового вивчення її часткових функцій).
2. Людське буття розгортається в контексті міжлюдських відносин (інакше кажучи, людина не може бути пояснена своїми частковими функціями, в яких не береться в розрахунок міжособистісний досвід).
3. Людина усвідомлює себе (і не може бути зрозумілою психологією, бо та не враховує її безперервну, багаторівневу самосвідомість).
4. Людина має вибір (людина не є пасивним спостерігачем процесу свого існування: вона творить свій власний досвід).
5. Людина інтенціальна (людина звернена у майбутнє, в її житті є мета, цінності та сенс).

На основі гуманістичної психології будуються деякі напрямки психотерапії і гуманістична педагогіка. Лікувальними факторами в роботі гуманістичного психолога і психотерапевта є, перш за все, безумовне прийняття клієнта, підтримка, емпатія, увага до внутрішніх переживань, стимулювання здійснення вибору і прийняття рішень, справжність. Однак за видимої простоти гуманістична психотерапія заснована на серйозній феноменологічній філософській базі та використовує надзвичайно широкий набір терапевтичних технологій і методів. Одне з базових переконань гуманістично-орієнтованих фахівців полягає в тому, що кожна людина містить в собі потенціал одужання. За наявності певних умов людина може самостійно і повною мірою реалізувати цей свій потенціал. Тому робота гуманістичного психолога спрямована насамперед на створення сприятливих умов для реінтеграції особистості в процесі терапевтичних зустрічей.
Гуманістична психологія розглядається як альтернативна біхевіоризму й психоаналізу, пріоритетна увага в ній приділяється вивченню саме здорової особистості й умов, які сприяють її розвитку.